# Balanophora involucrata
Balanophora involucrata är en tvåhjärtbladig växtart som beskrevs av Joseph Dalton Hooker. Balanophora involucrata ingår i släktet Balanophora och familjen Balanophoraceae. Inga underarter finns listade i Catalogue of Life.